# Joseba Mirena Zorrilla Ibáñez
Joseba Mirena Zorrilla Ibáñez (Valmaseda, Vizcaya, 14 de julio de 1967) es un político español de ideología nacionalista vasca. Fue alcalde de Valmaseda entre 1999 y 2013 y actualmente miembro del Parlamento Vasco.

## Biografía

### Inicios
Nació el 14 de julio de 1967 en Valmaseda. De familia nacionalista vasca, se afilió siendo joven a EAJ-PNV y también formó parte de sus juventudes, EGI.
Cursó estudios de licenciado en Derecho en la Universidad de Deusto, para posteriormente acceder al mundo laboral como funcionario de la Administración de Justicia del País Vasco.

### Cargos políticos e institucionales
Comenzó su andadura política en 1995, cuando entró como concejal de Cultura, Deportes y Fiestas en el Ayuntamiento de Valmaseda. En las Elecciones municipales de 1999 fue elegido alcalde de Valmaseda, cargo que desempeñó hasta el 26 de diciembre de 2013, cuando fue sucedido en el cargo por el entonces Primer Teniente de Alcalde del consistorio, Álvaro Parro.
En abril de 2013 saltó a la palestra por un presunto caso de prevaricación en la adjudicación supuestamente irregular de la gestión de un polideportivo, caso que unos meses más tarde fue archivado sin diligencias por el Tribunal Superior de Justicia del País Vasco.
Desde el 21 de diciembre de 2012 forma parte del Parlamento Vasco, entrando en la X Legislatura en sustitución de Ricardo Gatzagaetxebarria. También es miembro de la Junta Municipal del PNV en Valmaseda.